# Алифаковац
Алифаковац је насеље у општини Стари Град у Сарајеву, гдје се налази и истоимено гробље.

## Гробље Алифаковец
На Алифаковцу, изнад Шехер-Ћехајине ћуприје, налази се велико старо сарајевско гробље.

## Улице око Алифаковца
Улица Алифаковац се налази на лијевој страни Миљацке, у источном дијелу града званом Алифаковац. Почиње од Шехер-Ћехајине ћуприје код вијећнице и води на исток кроз поменуто насеље Алифаковац, затим трасом испод турбета до мјеста гдје се спаја са улицом Подцарина. Подручје града кроз које пролази ова улица познато је под називом Алифаковац; Обухвата низ тамошњих улица и има значајну историју, а данас и туристичку вриједност. Према народној етимологији, назив је изведен од Алија Уфака („Алија Ниски“), легендарног шеика из давне историје Сарајева, који је, према предању, сахрањен на алифаковачком гробљу. Идући путевима науке, међутим, ова етимологија није исправна из простог разлога што у турском језику није могло бити име са придевом иза именице. Наиме, ово подручје је добило име Алифаковац по Али-Факиху, сарајевском правнику и научнику из друге половине 15. вијека, који је наведен као свједок у оснивачкој повељи Гази Иса бега из 1462. Најстарији познати назив ове улице Алифаковац је Царина. Овај назив је забиљежен у првом плану града из 1882, а настао је много раније јер је негдје дуж пута сличног назива вршено царињење робе довожене са истока на сарајевску пијацу. Могуће је да је ова царина заправо била изведена на крајњем истоку данашње улице, на споју са Подцарином, гдје је у првим годинама аустроугарске владавине изграђена зграда царине, која је ту и данас. Од имена улице Царина настала је и сусједна улица Подцарина, која се налази нешто ниже, а чији је првобитни назив био Под царином. Име те друге улице задржало се до данас, али је име главног пута Царине изгубљено. Око 1885. улица је преименована у Велики Алифаковац по називу области кроз коју пролази. Овај назив је био у употреби до 1931, а тада је улица добила име по српском политичару и државнику Стојану Протићу. За вријеме окупације током Другог свјетског рата улица се опет звала Велики Алифаковац. Улица је грађена до око 1996. Звала се улица Владимира Гаћиновића и то име добила је 6. априла 1946, на дан ослобођења Сарајева, у знак сјећања на Владимира Гаћиновића, политичара, револуционара и писца и једног од организатора, вођа и идеолога Младе Босне. У то вријеме на уличним таблама у тој улици презиме је било погрешно написано: Гачиновић. Послије 1996. улица је поново добила назив Велики Алифаковац. У насељу Алифаковац постоје и друге улице као што су Подцарина, улица Браће Морића, Топлик.